# Augustus Goessling
Augustus M. Goessling (Saint Louis, Missouri, 17 de novembre de 1878 – Saint Louis, 22 d'agost de 1963) va ser un nedador i waterpolista estatunidenc que va competir a principis del segle xx.
El 1904 va prendre part en els Jocs Olímpics de Saint Louis, on va guanyar la medalla de bronze en la competició de waterpolo com a membre de l'equip Missouri Athletic Club.
El 1908 disputà dues proves del programa de natació dels Jocs de Londres: els 100 metres esquena i els 200 metres braça, però en ambdues proves quedà eliminat en les sèries.